# Grace Kelly
Grace Patricia Kelly, conosciuta anche come principessa Grace di Monaco (Filadelfia, 12 novembre 1929 – Monaco, 14 settembre 1982), è stata un'attrice, modella e principessa statunitense naturalizzata monegasca.
Prima di diventare principessa monegasca, fu una star hollywoodiana: nel 1955 ricevette l'Oscar alla miglior attrice per la pellicola La ragazza di campagna (1954). L'anno seguente, il 1956, all'apice del successo, Grace Kelly decise di abbandonare la carriera cinematografica, per sposare il principe sovrano Ranieri III di Monaco, divenendo moglie principessa consorte di Monaco.
Nonostante la sua breve carriera artistica, l'American Film Institute l'ha inserita al tredicesimo posto tra le più grandi star della storia del cinema.

## Biografia

### Infanzia
Grace Kelly nacque a Filadelfia, in Pennsylvania, figlia terzogenita di John Brendan Kelly Senior e di Margaret Katherine Maier, sorella di John Brendan Jr. e di Elizabeth Anne. La sua famiglia, di origine irlandese, era una delle più importanti della città; Grace Kelly e i suoi fratelli ricevettero un'educazione cattolica, che farà in seguito da collante tra lei e il principe Ranieri III di Monaco.
Suo padre era un facoltoso industriale, arricchitosi attraverso una fabbrica di mattoni, vincitore di tre medaglie d'oro in tre Olimpiadi nella specialità del canottaggio singolo e a due; suo fratello, John Junior, seguì questa tradizione. La strada numero 76 di Filadelfia, nota come la Kelly Drive è intitolata a quest'ultimo, che fu membro del consiglio comunale. Si racconta che a stimolare il lato artistico della giovane Grace fu però lo zio paterno George Kelly, commediografo vincitore del premio Pulitzer.
La madre di Grace Kelly, Margaret Maier nacque a Filadelfia, ma da genitori di origine tedesca; giovane, modella, la Maier aveva studiato educazione fisica alla Temple University conseguendo la laurea nel 1921 e, professoressa universitaria, divenne la prima donna ad allenare squadre femminili sportive all'Università della Pennsylvania. Secondo tutti i biografi, comunque, il vero eroe di Grace era il padre di origine irlandese, John Kelly senior: bellissimo, carismatico, vincente, e restò per sempre il punto di riferimento di Grace Kelly di Monaco.

### Carriera cinematografica

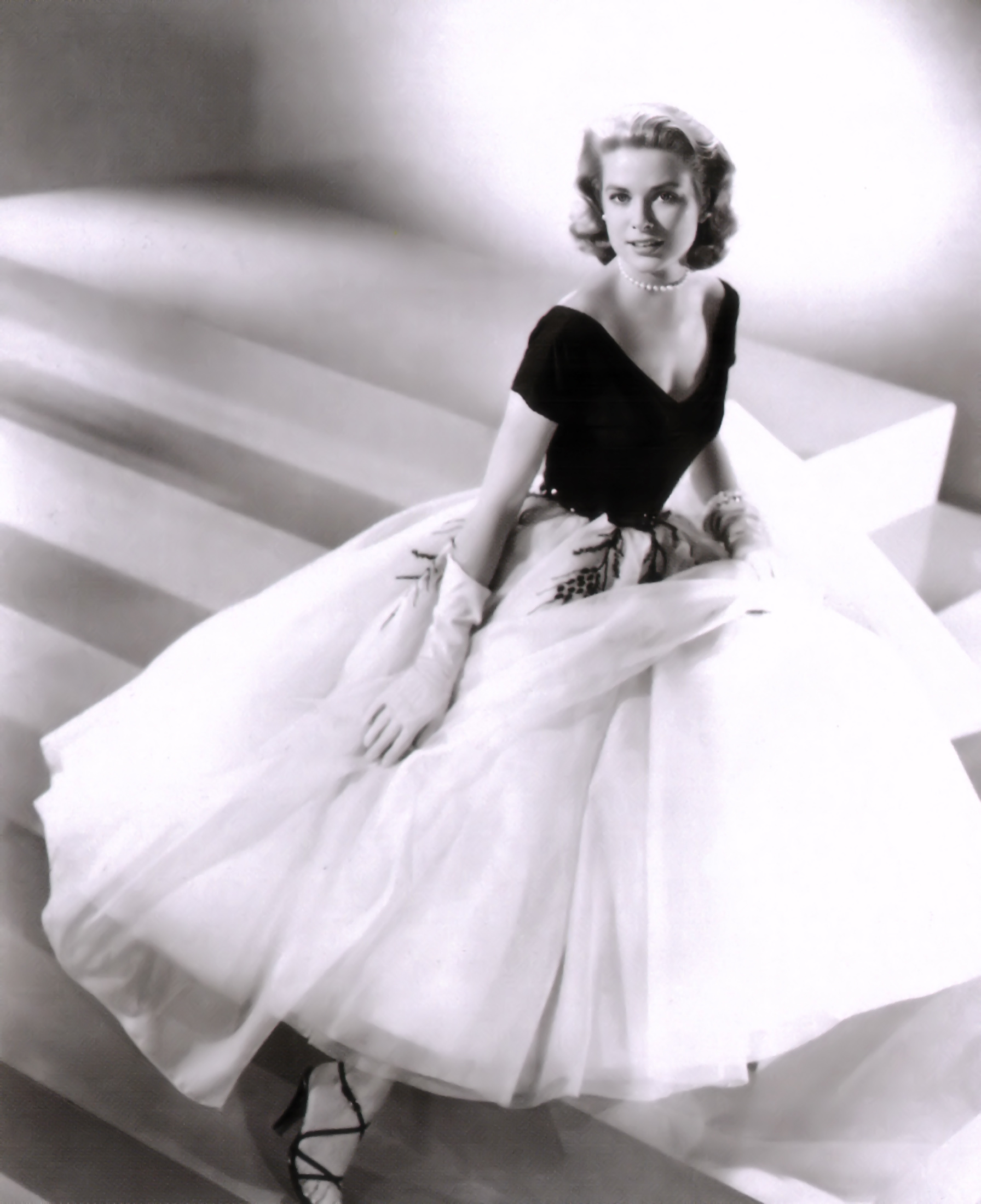
Grace Kelly in una foto promozionale per il film La finestra sul cortile (1954)

Nel luglio 1944, la sua domanda di ammissione per il Bennington College era stata respinta, così Grace Kelly, nonostante l'opposizione della famiglia al suo desiderio di diventare attrice, si trasferì a New York, trovò alloggio al Barbizon Hotel e diventò una fotomodella.
Ma nel 1947, Grace Kelly aveva già siglato un contratto con l'agenzia di moda Walter Thornton Model Agency; inoltre, recitando una parte della commedia The Torch-Bearers, di suo zio George Kelly, venne ammessa all'American Academy of Dramatic Arts. 
Nel 1949 si diplomò, e a novembre, all'età di diciannove anni, fece il suo debutto a Broadway nel dramma di August Strindberg Il padre e, per la sua interpretazione, vinse il Theatre World Award. Due anni più tardi, Grace Kelly riuscì ad ottenere la sua prima parte nel film 14ª ora (1951). Benché il suo ruolo fosse secondario, la performance di Grace venne notata, e già l'anno seguente fu scelta per affiancare l'attore Gary Cooper nel film western Mezzogiorno di fuoco (1952).

Il successivo film che interpretò fu Mogambo (1953), un dramma ambientato nella giungla del Kenya, in Africa, e incentrato su di un triangolo amoroso proprio tra Grace Kelly e gli attori Clark Gable e Ava Gardner. L'interpretazione le fece guadagnare la candidatura come Oscar alla miglior attrice non protagonista.

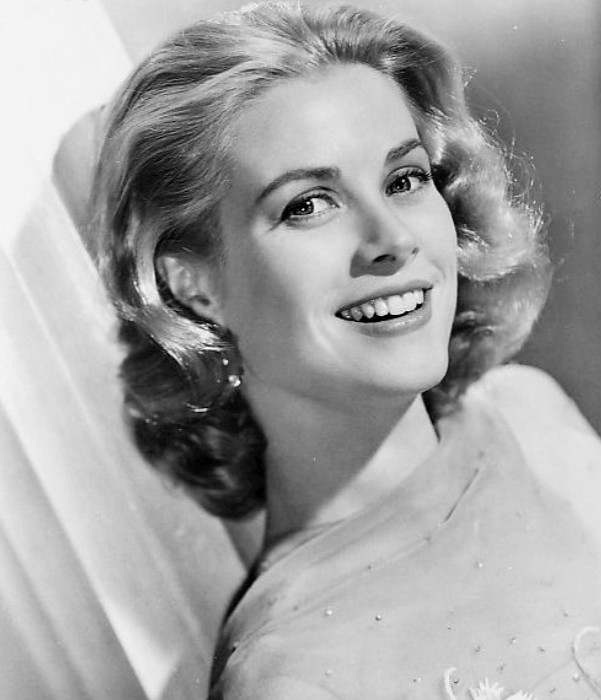
Grace Kelly nel 1956

In seguito l'attrice interpretò tre film sotto la regia di Alfred Hitchcock: Il delitto perfetto (1954), La finestra sul cortile (1954) e Caccia al ladro (1955). Bellissima ed elegante, la giovane attrice Grace colpì immediatamente Alfred Hitchcock, perché incarnava alla perfezione il suo ideale femminile per il cinema. Secondo il regista, infatti, la bellezza e il portamento di Grace trasmettevano allo spettatore un senso di mistero, che era spesso assente in molte altre star di Hollywood, così come dichiarò anche il regista François Truffaut che, come Alfred Hitchcock, vedeva in Grace Kelly una sensualità sfuggente e imprevedibile. A differenza di attrici come Marilyn Monroe, Sophia Loren o Jayne Mansfield, la sensualità di Grace appariva indiretta, non ostentava né erotismo, né volgarità e la nascondeva dietro una maschera di freddezza e di distacco.
A tal proposito, per descrivere questa dicotomia, il regista coniò per lei l'efficace ossimoro di "ghiaccio bollente". Secondo Hitchcock, anche la sensualità aveva un ruolo importante nel gioco della suspense: voleva che le personalità dei suoi personaggi femminili fossero ricche di misteri e sorprese, esattamente come le storie che portava sullo schermo. Fu sul set di Caccia al ladro (1955), il film girato nel Principato di Monaco, che Grace Kelly fece la conoscenza del suo futuro marito, Ranieri III. Prima di lei, il principe Ranieri III di Monaco aveva già intrecciato un fidanzamento di sei anni con l'attrice Gisèle Pascal, che poi lui stesso lasciò, quando una visita medica ne accertò l'infertilità; in seguito Gisèle sposò l'attore Raymond Pellegrin, da cui ebbe, invece una figlia. La fede cattolica di Grace Kelly e la sua capacità di mettere al mondo dei figli furono i fattori principali che mossero il principe sovrano Ranieri III di Monaco a scegliere lei come sposa, moglie e principessa di Monaco. 

 
Nel 1955 Grace Kelly vinse il Premio Oscar come miglior attrice protagonista per il film La ragazza di campagna (1954), prevalendo sulla favorita attrice Judy Garland nel film È nata una stella.

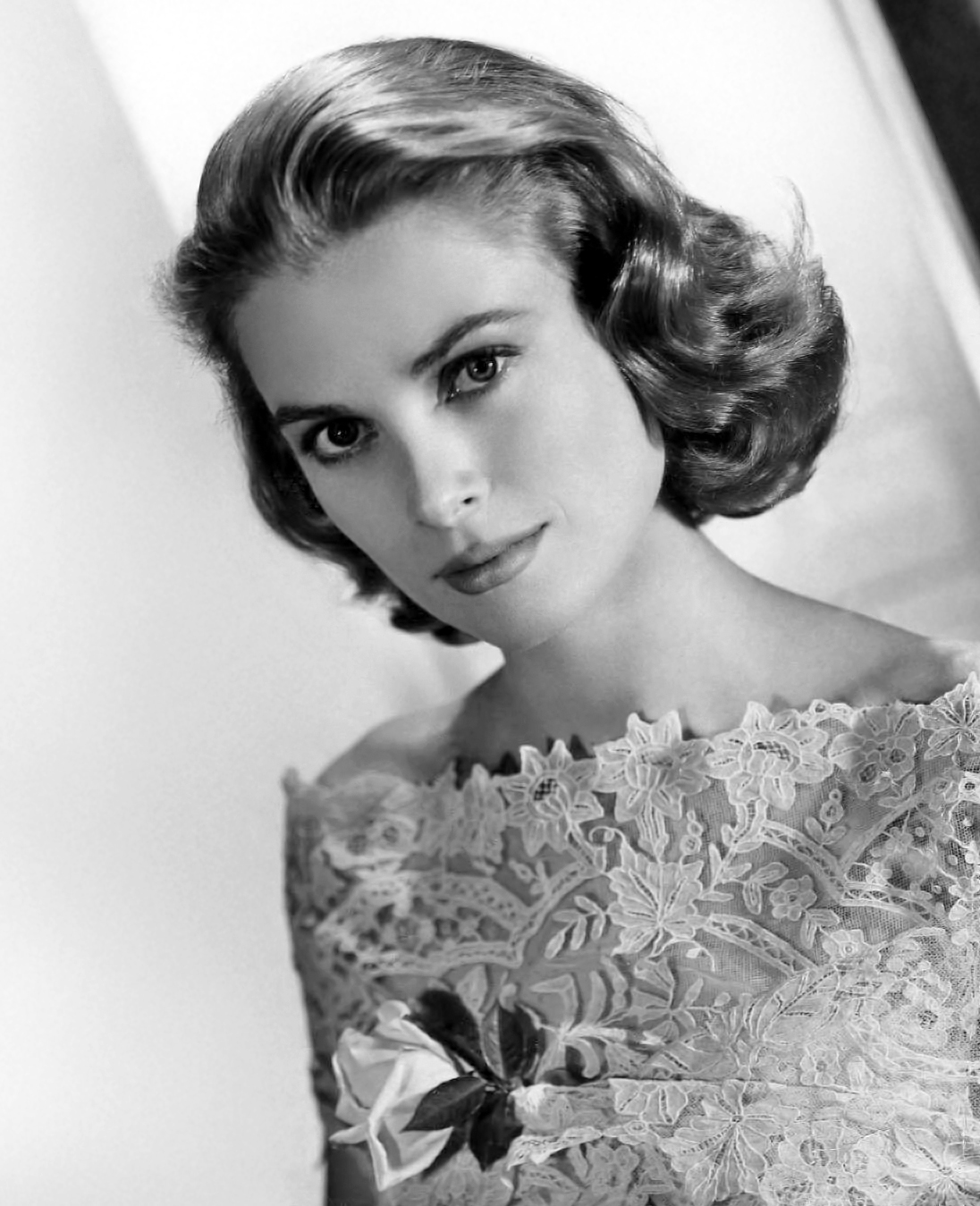
Grace Kelly in una foto promozionale della MGM.

Subito dopo il fidanzamento con Ranieri III di Monaco, Grace Kelly dovette tuttavia interpretare ancora altri due film, per far fede agli impegni presi con la casa di produzione prima del matrimonio con il principe monegasco.
Nel film Il cigno (1956), interpretò una principessa al fianco di attori del calibro di Alec Guinness e Louis Jourdan, un ruolo che lei assumerà, poco tempo dopo, anche nella realtà. La commedia musicale Alta società (1956), invece, fu il suo ultimo film.
Il matrimonio con Ranieri III, avvenuto il 19 aprile 1956, segnò il suo ritiro dalle scene cinematografiche.

### Principessa di Monaco

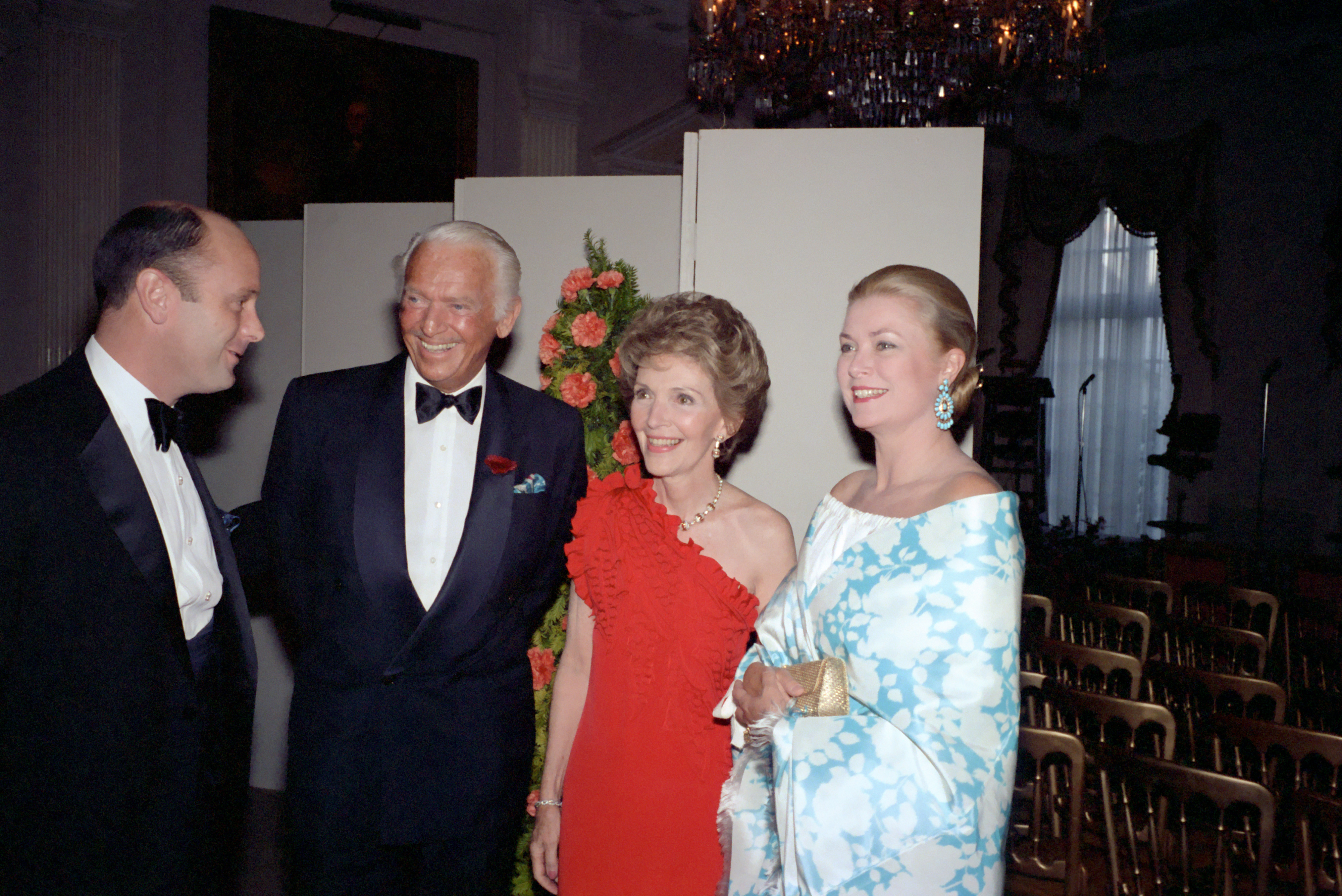
Una delle ultime apparizioni pubbliche di Grace Kelly, qui con la first lady Nancy Reagan nel 1981

Il Matrimonio con Ranieri III ebbe una vasta risonanza mediatica e negli anni seguenti la coppia divenne una presenza abituale nelle cronache mondane dell'epoca. Grace Kelly prese a cuore e con molto impegno il suo ruolo di Principessa di Monaco e si adoperò per risolvere la crisi diplomatica tra la Francia e il Principato di Monaco del 1962. Nel corso degli anni '60 contribuì a rendere Monaco un luogo esclusivo, di élite, di fama e notorietà mondiale; di conseguenza Monte Carlo divenne una meta di vacanza, soggiorno e divertimento, ambita da molte celebrità, e lo sviluppo immobiliare fu anch'esso molto intenso.
Nonostante il suo ritiro dal cinema, Grace Kelly non smise mai di ricevere copioni cinematografici, che però puntualmente rifiutava. Nel 1962 il regista Alfred Hitchcock le offrì la parte principale nel suo film Marnie (1964) che lei accettò, ma la Ragion di Stato glielo impedì, soprattutto a causa dell'ambiguo ruolo da recitare, quello di una donna cleptomane che andò poi all'attrice Tippi Hedren. 
Nel 1977, il regista Herbert Ross le offrì il ruolo di Deedee in Due vite, una svolta (1977), interpretato invece dall'attrice Shirley MacLaine poiché anche questa volta il principe Ranieri III di Monaco le negò il permesso di tornare sul set. Più tardi Grace Kelly decise di tornare sul palco in una serie di letture e poesie, con la narrazione del documentario I ragazzi dell'opera.
Eccezionalmente, nel 1979, i principi monegaschi Grace Kelly e Ranieri III di Monaco lavorarono insieme in un cortometraggio, della durata di 33 minuti, chiamato Rearranged (1982) con l'attore Robert Dornhelm, del quale si tentò di fare un vero e proprio film, di 90-100 minuti, grazie anche al contributo della ABC TV, avvenuto nel 1982 appunto, dopo la sua prima realizzazione e uscita mondiale a Monaco. Prima che altre scene potessero essere girate, Grace morì quello stesso anno, il 1982, e il film non fu mai reso pubblico in realtà. Ranieri III, a seguito della sua morte, infatti, non volle più che la pellicola cinematografica, della quale erano già state girate scene per oltre un'ora, fosse poi distribuita.

### Morte

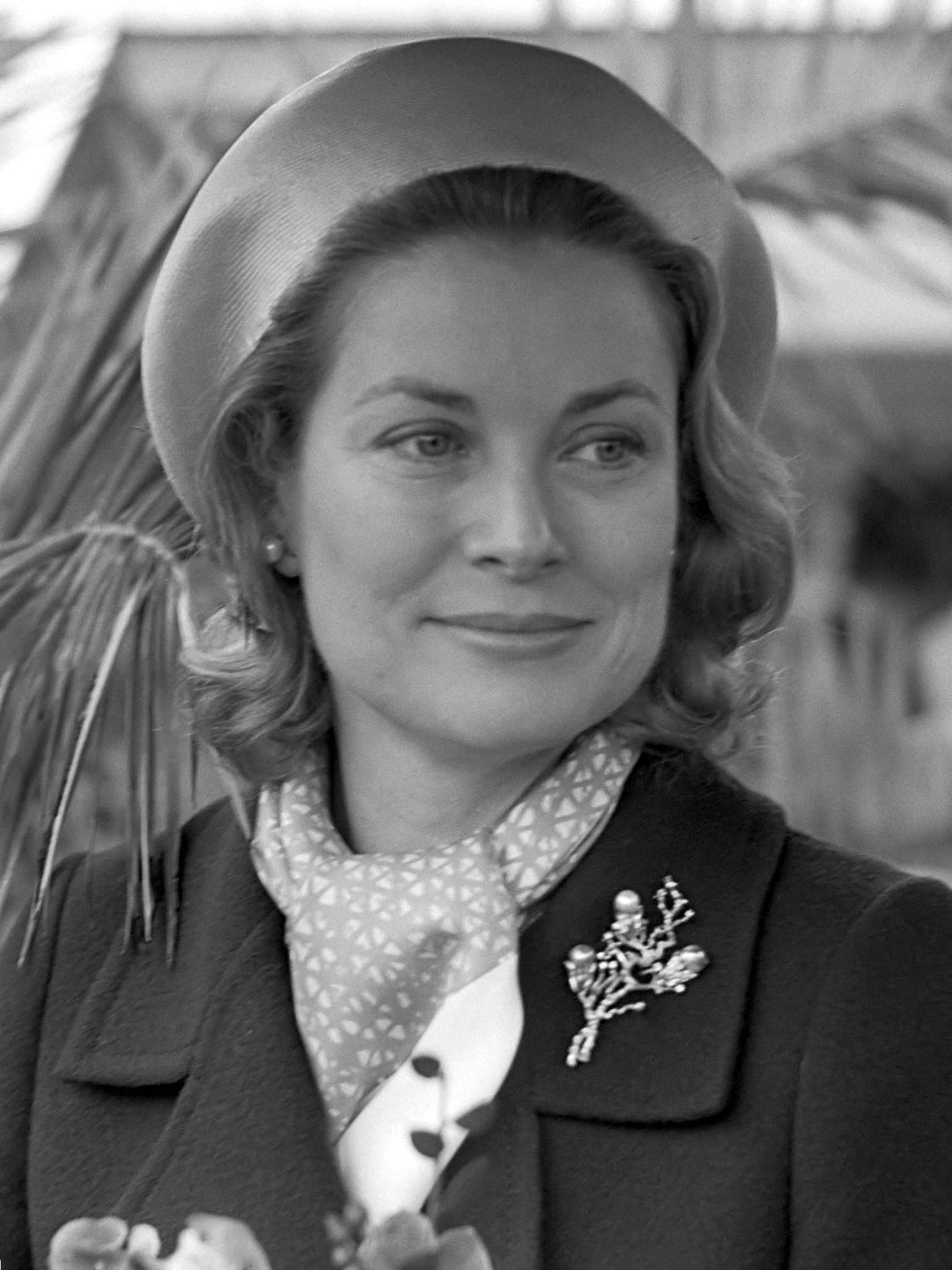
Grace Kelly nel 1972

Il 13 settembre 1982 Grace Kelly fu vittima di un grave incidente stradale. Diversamente dalla consueta abitudine di farsi accompagnare dall'autista, quel lunedì mattina di settembre, fu lei stessa a guidare la vettura privata e ciò probabilmente dipese dal fatto che lei avesse fatto caricare in auto numerosi bagagli e cappelliere, in vista della sua imminente partenza per Parigi prevista per il giorno seguente. Nella vettura venne caricato anche un suo abito da sera da indossare per un ricevimento a Palazzo Grimaldi il giorno stesso, fatto stirare dalla governante nella residenza estiva di Roc Agel, dove la famiglia Grimaldi aveva appena concluso il periodo di vacanza. 
Per evitare che l'abito si sciupasse, lo fece adagiare sul divano posteriore dell'auto, lasciando liberi soltanto i due sedili anteriori.
La principessa di Monaco si mise quindi alla guida della Rover 3500 V8 S marrone scuro in compagnia della figlia Stéphanie, seduta davanti sul sedile passeggero. 
La vettura lasciò la villa di Roc Agel per il breve tragitto verso Monaco alle ore 9:30 circa e percorse normalmente il consueto itinerario fino ad immettersi sulla strada dipartimentale D37 in direzione di La Turbie-Cap-d'Ail, Francia. 
Tuttavia, per cause imprecisate, intorno alle ore 9:45, in prossimità del pericoloso tornante detto coude du diable, l'ultimo prima della confluenza della D37 con la Moyenne Corniche D6007, la principessa perse il controllo della vettura. Dopo aver sbandato sfondò il muretto di protezione, rotolò giù dalla scarpata capovolgendosi più volte e arrestò la sua caduta precipitando nel giardino della sottostante Villa Jean Pierre, una residenza privata situata una quarantina di metri più a valle.

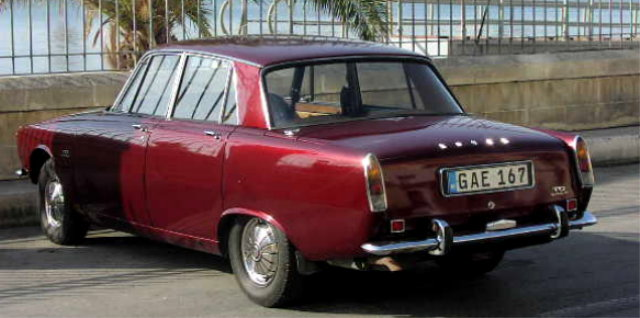
Un modello analogo alla Rover 3500 V8 S guidata dalla principessa Grace e coinvolta nel suo fatale incidente

Per una tragica ironia del destino, quella medesima curva era stata ripresa anche nelle vedute aeree del famoso giallo cinematografico di Alfred Hitchcock Caccia al ladro (1955), con protagonisti proprio Grace Kelly e l'attore Cary Grant.
La figlia Stéphanie, che sedeva accanto, riuscì a salvarsi pur riportando diffuse ferite e fratture ma fu la prima ad essere estratta dall'automobile, rovesciata sul fianco destro, mentre le condizioni della madre, già livida e priva di coscienza, apparvero da subito disperate.
Grace Kelly fu immediatamente trasportata all'ospedale di La Colle, dove venne operata d'urgenza dal medico primario di chirurgia, il professor Jean Duplay.
Tuttavia, per tutta la notte e anche il giorno successivo, ogni tentativo di rianimazione fu inutile e l'emorragia cerebrale, ormai troppo estesa, la portò al decesso alle ore 22:30 del giorno seguente all'età di 52 anni.
Dopo quasi due giorni di apprensione da parte della popolazione monegasca e non solo, la notizia ufficiale della sua scomparsa fu divulgata ufficialmente soltanto il giorno successivo, il 14 settembre 1982, e per alcuni giorni fu proclamato ufficialmente a Monaco il lutto.
In seguito all'autopsia, emersero evidenze di gravi fratture craniche e agli arti, nonché l'esistenza di ben due emorragie cerebrali: la prima lieve ma più profonda, mentre una seconda più estesa e fatale. Sulla base di questo referto, il personale medico ipotizzò che probabilmente la principessa Grace avvertì un malore già in corso mentre era alla guida dell'auto, causato forse dalla prima emorragia e che, con tutta probabilità, causò un'ischemia che le fece perdere conoscenza e quindi il controllo della vettura, dando luogo così al fatale incidente.
Le esequie funerali furono celebrate il 18 settembre 1982 nella cattedrale di Monaco dall'arcivescovo Charles-Amarin Brand, alla presenza dei rappresentanti di decine di Stati, dalla principessa inglese Diana alla moglie consorte americana Nancy Reagan, dell'amico attore Cary Grant e dal popolo monegasco. L'evento tragico fu trasmesso in diretta televisiva, seguito da almeno 100 milioni di spettatori. La salma della principessa fu tumulata nel deambulatorio in marmo ubicato nella Cattedrale di Monaco, la cui tomba è tuttora visitabile e si trova ai lati dell'altare, vicino a quella del marito principe Ranieri III, morto nel 2005.
Nonostante la notorietà e la cittadinanza straniera della vittima, l'incidente in cui morì Grace fu oggetto di una regolare inchiesta da parte della magistratura francese, anche perché avvenne in Francia, seppur luogo assai vicino al confine monegasco. A condurre le indagini fu Roger Bencze, ufficiale della Gendarmerie nationale di Menton. L'indagine legale dovette verificarne le cause e chiarire anche chi fosse alla guida della vettura, poiché i giornali dell'epoca diffusero l'erronea notizia che fosse stata invece la figlia Stéphanie, allora minorenne, alla guida dell'auto. Questa falsa notizia nacque dal fatto che Stéphanie, sopravvissuta al rovinoso impatto, venne estratta anche lei dal lato conducente della vettura, che era rovesciata sul lato destro e visibilmente accartocciata, tanto da impedirne l'uscita. A smentire ulteriormente quest'ipotesi vi fu anche Fréderic Mounamia, un gendarme di La Turbie che, in precedenza, aveva riconosciuto Grace alla guida della Rover, quando la vettura era ferma ad un attraversamento pedonale lungo il tragitto.
Dai rilievi sul luogo dell'incidente emerse quindi che non c'erano segni di pneumatici sull'asfalto e a testimoniare questo vi fu anche Yves Phily, un conducente di un autocarro che viaggiava poche decine di metri dietro la vettura, il quale dichiarò di aver visto la Rover marrone, targata "MC 12", sbandare a sinistra verso la parete di roccia che costeggiava la carreggiata opposta, prima di affrontare maldestramente il tornante, senza frenare in sua prossimità e precipitare poi nella scarpata.

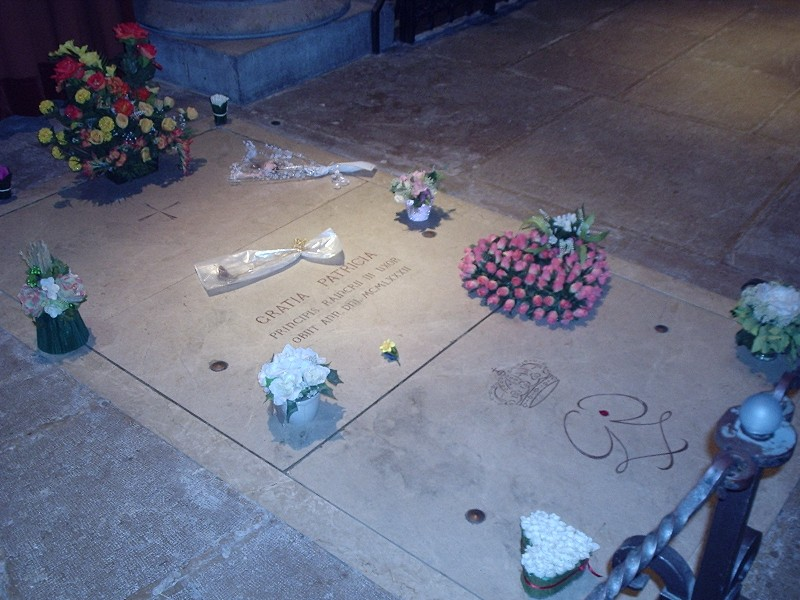
La tomba della principessa Grace di Monaco, nella cattedrale dell'Immacolata Concezione

Alla luce del referto autoptico, che avanzava la realistica ipotesi di un ictus cerebrale durante la guida della vettura, vennero anche ascoltati i domestici di corte, i quali riferirono che la principessa Grace effettivamente, da alcuni giorni precedenti la tragedia, si era lamentata di una forte e persistente emicrania.

## Discendenza

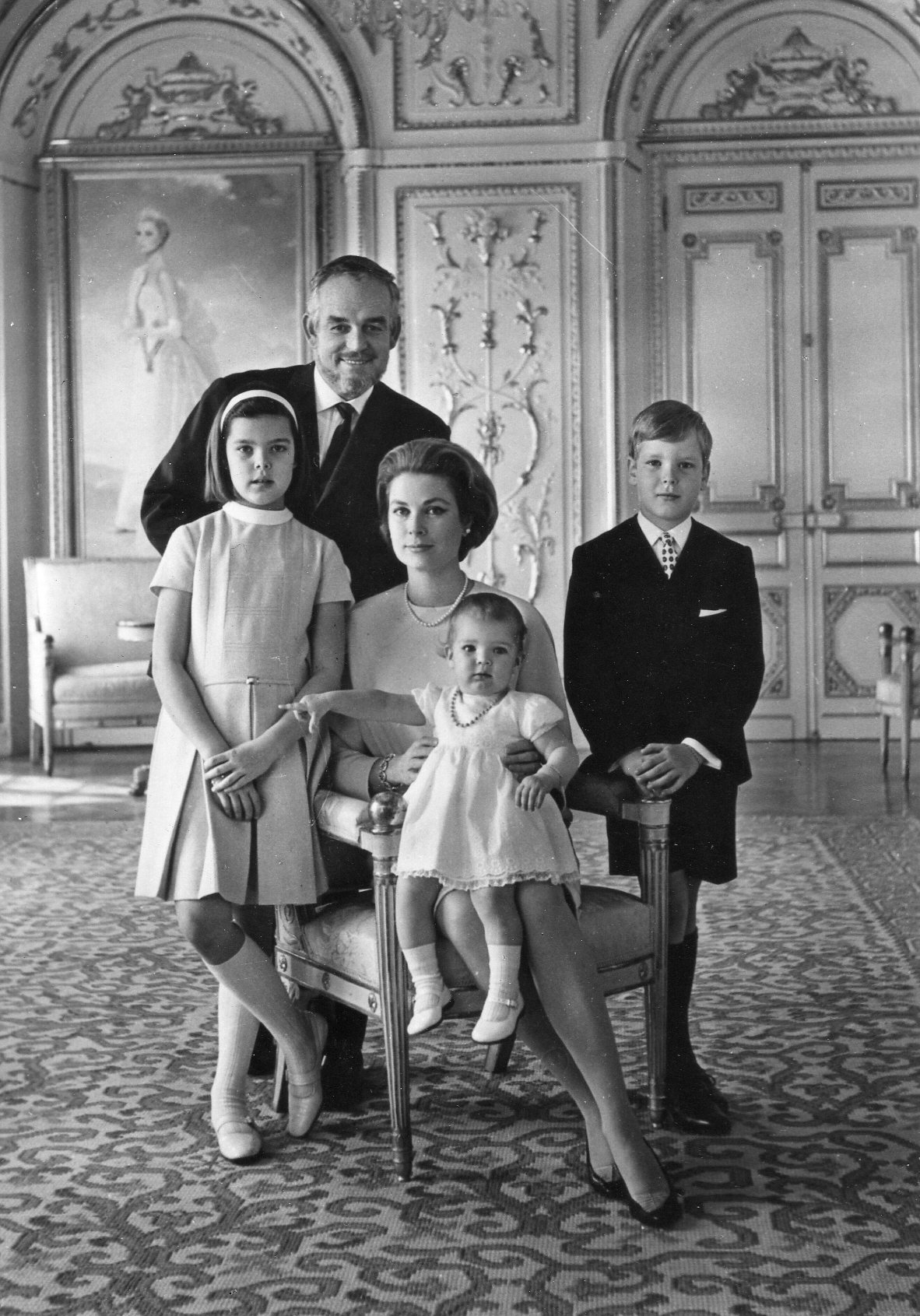
Ranieri III di Monaco con la moglie Grace Kelly e i tre figli (1966)

Il principe Ranieri III e la principessa Grace di Monaco hanno avuto tre figli:
- Carolina Luisa Margherita di Monaco, nata il 23 gennaio 1957;
- Stefania Maria Elisabetta di Monaco, nata il 1º febbraio 1965[21];
- Alberto II Alessandro Luigi Pietro, marchese di Les Baux Provence di Monaco, nato il 14 marzo 1958 e attuale principe regnante di Monaco come Alberto II di Monaco.

## Onorificenze

Il monogramma personale della principessa Grace e del principe Ranieri III di Monaco

Il monogramma personale della principessa Grace

## Ascendenza
|                          |                             |                                | Genitori                             |  |  | Nonni |  |  | Bisnonni    |  |  | Trisnonni           |  |
|                          |                             |                                |                                      |  |  |       |  |  | Brian Kelly |  |  | James Patrick Kelly |  |
|                          |                             |                                |                                      |  |  |       |  |  | Brian Kelly |  |  | James Patrick Kelly |  |
|                          |                             | Elizabeth Hanna                |                                      |  |  |       |  |  | Brian Kelly |  |  |                     |  |
| John Henry Kelly         |                             |                                |                                      |  |  |       |  |  | Brian Kelly |  |  |                     |  |
|                          |                             | Honora Margaret McLaughlin     | Michael McLaughlin *                 |  |  |       |  |  |             |  |  |                     |  |
|                          |                             | Honora Margaret McLaughlin     | Michael McLaughlin *                 |  |  |       |  |  |             |  |  |                     |  |
|                          |                             | Honora Margaret McLaughlin     | Mary Burke **                        |  |  |       |  |  |             |  |  |                     |  |
| John Brendan Kelly       |                             | Honora Margaret McLaughlin     |                                      |  |  |       |  |  |             |  |  |                     |  |
|                          |                             | Walter Costello                | John Costello                        |  |  |       |  |  |             |  |  |                     |  |
|                          |                             | Walter Costello                | John Costello                        |  |  |       |  |  |             |  |  |                     |  |
|                          |                             | Walter Costello                | Bridget McLaughlin (figlia di *, **) |  |  |       |  |  |             |  |  |                     |  |
| Mary Anne Costello       |                             | Walter Costello                |                                      |  |  |       |  |  |             |  |  |                     |  |
|                          |                             | Anne Burke                     | David Burke                          |  |  |       |  |  |             |  |  |                     |  |
|                          |                             | Anne Burke                     | David Burke                          |  |  |       |  |  |             |  |  |                     |  |
|                          |                             | Anne Burke                     | Mary Rollins                         |  |  |       |  |  |             |  |  |                     |  |
| Grace Kelly              |                             | Anne Burke                     |                                      |  |  |       |  |  |             |  |  |                     |  |
|                          | Johann Christian Karl Majer | Gustav Majer                   |                                      |  |  |       |  |  |             |  |  |                     |  |
|                          | Johann Christian Karl Majer | Gustav Majer                   |                                      |  |  |       |  |  |             |  |  |                     |  |
|                          | Johann Christian Karl Majer | Elfriede Deede                 |                                      |  |  |       |  |  |             |  |  |                     |  |
| Carl Majer               | Johann Christian Karl Majer |                                |                                      |  |  |       |  |  |             |  |  |                     |  |
|                          |                             | Luise Wilhelmine Mathilde Adam | Friedrich Wilhelm Karl Adam          |  |  |       |  |  |             |  |  |                     |  |
|                          |                             | Luise Wilhelmine Mathilde Adam | Friedrich Wilhelm Karl Adam          |  |  |       |  |  |             |  |  |                     |  |
|                          |                             | Luise Wilhelmine Mathilde Adam | Juliane Wilhelmine Elisabeth Feucht  |  |  |       |  |  |             |  |  |                     |  |
| Margaret Katherine Majer |                             | Luise Wilhelmine Mathilde Adam |                                      |  |  |       |  |  |             |  |  |                     |  |
|                          |                             | Georg Berg                     | Johann Georg Berg                    |  |  |       |  |  |             |  |  |                     |  |
|                          |                             | Georg Berg                     | Johann Georg Berg                    |  |  |       |  |  |             |  |  |                     |  |
|                          |                             | Georg Berg                     | Anna Elisabeth Antes                 |  |  |       |  |  |             |  |  |                     |  |
| Margaretha Berg          |                             | Georg Berg                     |                                      |  |  |       |  |  |             |  |  |                     |  |
|                          |                             | Elisabetha Röhrig              | Nicolaus Röhrig                      |  |  |       |  |  |             |  |  |                     |  |
|                          |                             | Elisabetha Röhrig              | Nicolaus Röhrig                      |  |  |       |  |  |             |  |  |                     |  |
|                          |                             | Elisabetha Röhrig              | Margaretha Rothermel                 |  |  |       |  |  |             |  |  |                     |  |
|                          |                             | Elisabetha Röhrig              |                                      |  |  |       |  |  |             |  |  |                     |  |

## Influenza culturale

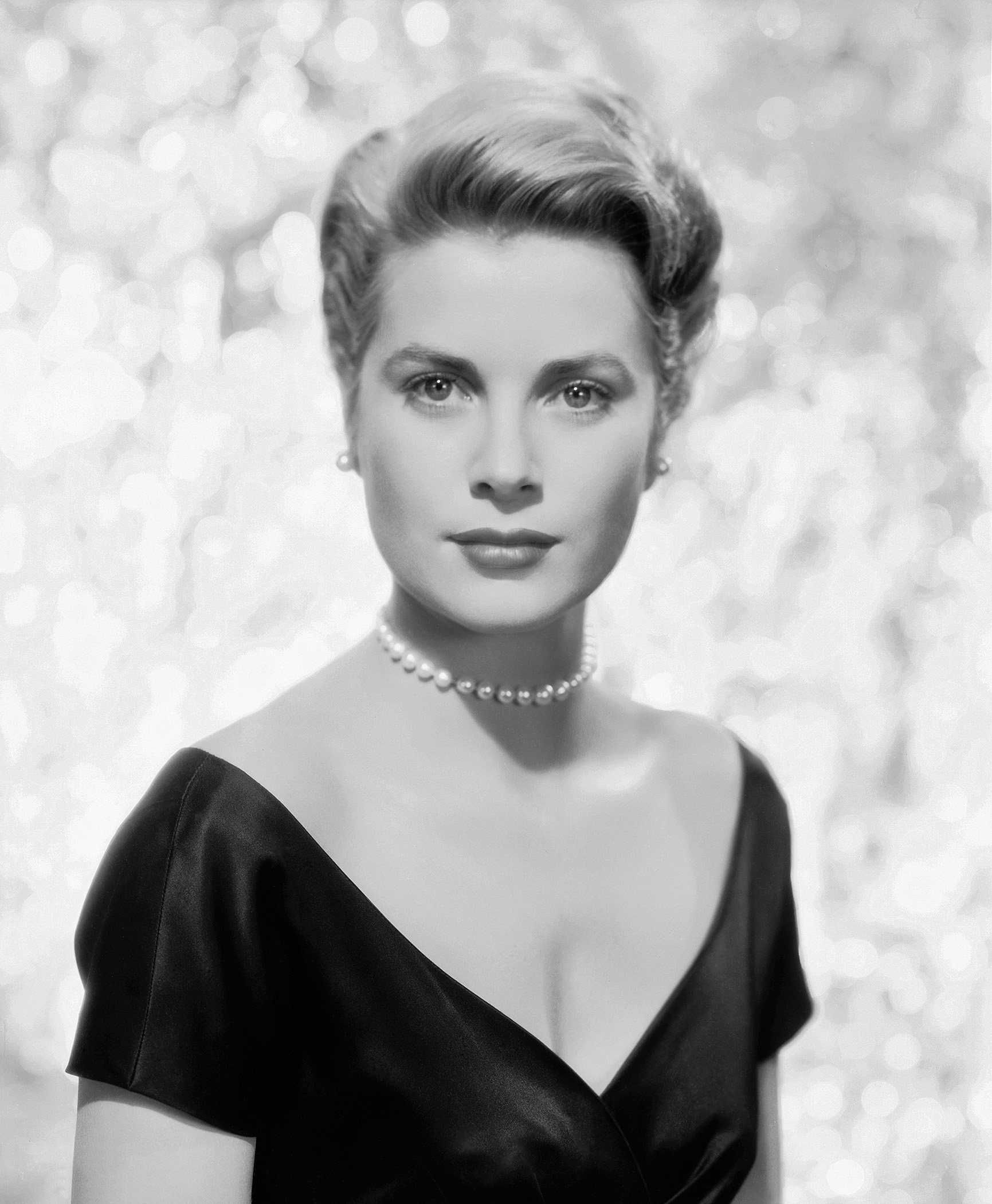
Grace Kelly nel 1955

Durante la gravidanza di Caroline, nel 1956, Grace Kelly è stata spesso fotografata con in mano una caratteristica borsa in pelle prodotta da Hermès. La borsa, o sac à dépêches, era probabilmente un espediente per evitare che la sua gravidanza venisse esposta agli occhi indiscreti dei paparazzi e giornalisti. Le fotografie, tuttavia, resero popolare quella borsa che divenne così strettamente associata all’immagine di Grace da essere stata ribattezzata in seguito come ”Kelly bag”.
Sono state organizzate numerose mostre sulla vita e sui vestiti di Grace Kelly.
Nel 2006 il Philadelphia Museum of Art ha presentato il suo bellissimo abito da sposa in una mostra per celebrare il 50º anniversario del suo matrimonio e una retrospettiva del suo guardaroba che si è tenuta al Victoria and Albert Museum di Londra nel 2010. La mostra V&A è continuata in Australia, alla Bendigo Art Gallery, nel 2012. Questo famoso abito ha richiesto trentacinque sarti e sei settimane per essere ultimato e completato.
Una mostra della vita della principessa Grace di Monaco si è tenuta anche presso la Fondazione Culturale Ekaterina, a Mosca, nel 2008, in concomitanza con il Grimaldi Forum di Monaco.
Nel 2009 una targa è stata posta sulla "Rodeo Drive Walk of Style", in riconoscimento del suo contributo allo stile e alla moda.
Dopo la sua morte la sua icona e l'eredità sono comunque sopravvissute, tant’è che i moderni designer, quali Tommy Hilfiger e Zac Posen, l'hanno citata come modello di riferimento.
Durante la vita, Grace era nota per aver introdotto nella moda poco trucco, il volto fresco, la pelle luminosa e quindi la bellezza naturale. La moda e il suo ricordo sono stati commemorati al Victoria and Albert Museum di Londra, dove una mostra intitolata "Grace Kelly: Style Icon" ha reso omaggio all'impatto che la principessa ebbe in quel mondo. La mostra includeva 50 dei suoi leggendari "ensemble". Grace Kelly è ricordata nella moda per lo stile di tutti i giorni, definito anche "college-girl", per il suo look semplice, ma raccolto. Nel 2016, la rivista Forbes ha incluso Grace Kelly nella lista delle "10 icone della moda".

### Citazioni e omaggi

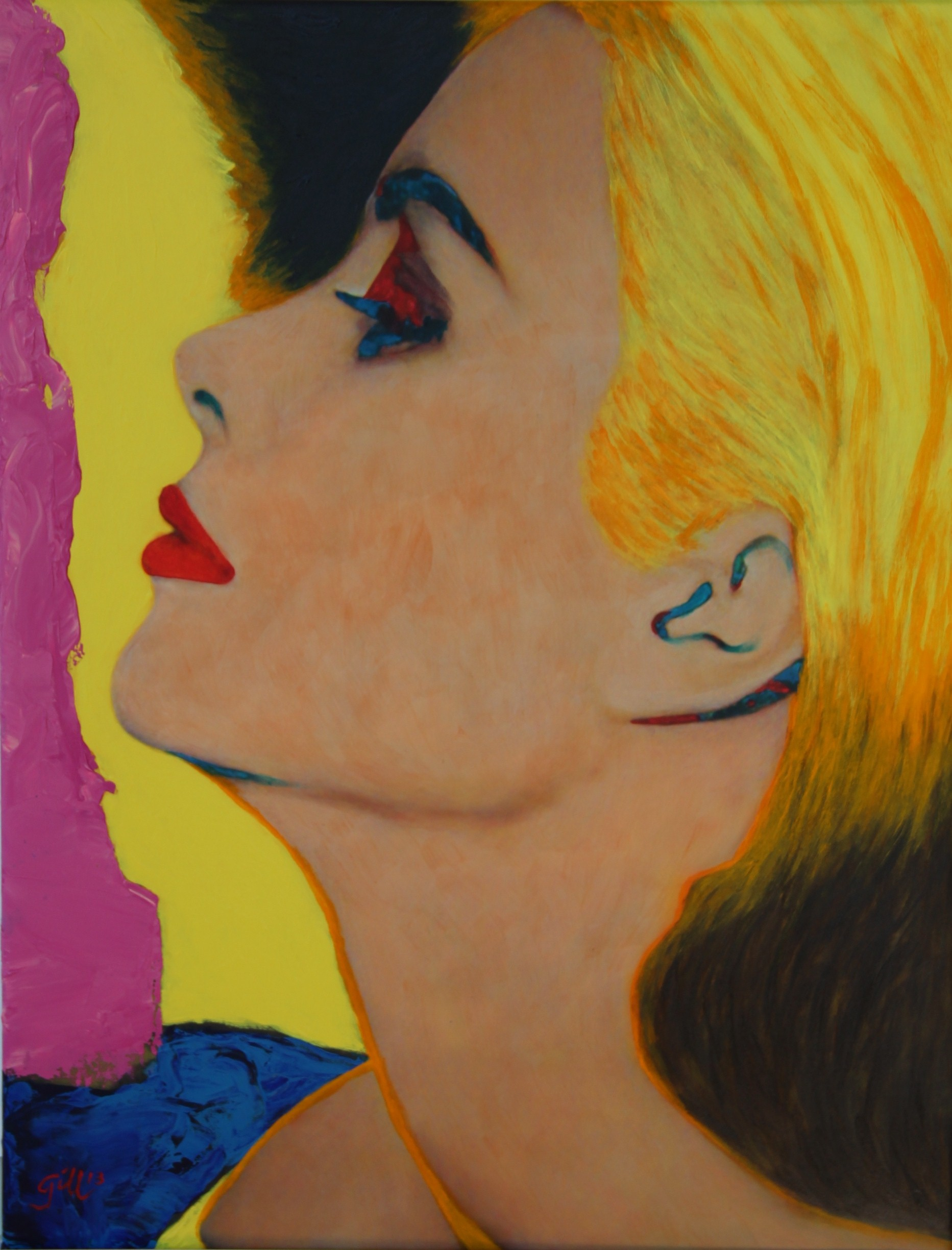
James Gill: "Grace Kelly in Sun" (2013)

- Nel gioco Assassin's Creed IV: Black Flag, l’operatrice si chiama Grace in suo onore.
- Nel 1955 la Maison parigina Lubin le ha dedicato una fragranza "Gin Fizz" tuttora in produzione.
- Fu da Grace Kelly che le sorelle Giussani presero spunto per le fattezze di Eva Kant[25].
- Nel 1956 sfoggiò sulla copertina di Life una borsa di Hermès, che in seguito venne ribattezzata Kelly Bag.
- Grace Kelly è stata la prima attrice ad apparire su dei francobolli, nel 1956, in occasione del suo matrimonio con il principe Ranieri III.
- L'artista pop americano Andy Warhol ha fatto un ritratto di Grace Kelly per l'Institute of Contemporary Art di Philadelphia come serigrafia in edizione limitata nel 1984. Troviamo in vari altri artisti pop opere d'arte ispirate all'attrice, tra cui un ritratto del suo profilo di James Gill.
- Nel 1981 le è stata dedicata la rosa rampicante “Princesse de Monaco”; dopo la sua prematura scomparsa, le fu intitolato il Roseto “Princesse Grace”, con migliaia di varietà diverse, per ricordare la sua passione per le rose[26].
- Nel 1983 la rete americana ABC ha trasmesso il film Grace Kelly, prima produzione biografica sulla vita dell'attrice, con Cheryl Ladd nel ruolo protagonista.
- Nel 1984 è stata inaugurata la Biblioteca Irlandese Principessa Grace che contiene la collezione di libri irlandesi della principessa.
- Nel 1990 Madonna ha citato Grace Kelly nel rap dedicato alle personalità hollywoodiane del passato nella celeberrima canzone Vogue.
- Nel 2000 il gruppo musicale Eels le ha dedicato una canzone intitolata Grace Kelly Blues, contenuta nell'album Daisies Of The Galaxy
- Nel 2007 il cantante libanese Mika le ha dedicato una canzone intitolata proprio Grace Kelly.
- Nel 2007 è stata emessa dal Principato di Monaco una moneta da 2 euro commemorativa, dedicato ai 25 anni dalla morte di Grace Kelly, con una tiratura di 20.000 pezzi. La moneta può arrivare a una valutazione di 3.000 euro e oltre.
- Nel 2014 è uscito il film Grace di Monaco, dove è interpretata da Nicole Kidman[27].
- Il suo personaggio compare nella dodicesima puntata della prima stagione della soap spagnola Velvet, dove è interpretata da Kimberley Tell[28][29].
- A La Habana Veja (Cuba) c'è un giardino a lei dedicato.
- Nella serie TV Gossip Girl il personaggio di Blair fa spesso riferimento a lei.

## Filmografia

### Cinema
- 14ª ora (Fourteen Hours), regia di Henry Hathaway (1951)
- Mezzogiorno di fuoco (High Noon), regia di Fred Zinnemann (1952)
- Mogambo, regia di John Ford (1953)
- Il delitto perfetto (Dial M for Murder), regia di Alfred Hitchcock (1954)
- La finestra sul cortile (Rear Window), regia di Alfred Hitchcock (1954)
- La ragazza di campagna (The Country Girl), regia di George Seaton (1954)
- Fuoco verde (Green Fire), regia di Andrew Marton (1954)
- I ponti di Toko-Ri (The Bridges at Toko-Ri), regia di Mark Robson (1954)
- Caccia al ladro (To Catch a Thief), regia di Alfred Hitchcock (1955)
- Il cigno (The Swan), regia di Charles Vidor (1956)
- Alta società (High Society), regia di Charles Walters (1956)
- Rearranged, regia di Robert Dornhelm (1982) - incompleto

### Televisione
- Kraft Television Theatre – serie TV, 6 episodi (1948-1954)
- Believe It or Not – serie TV, 1 episodio (1950)
- Actor's Studio – serie TV, 3 episodi (1950)
- I segreti della metropoli (Big Town) – serie TV, episodio 1x01 (1950)
- The Clock – serie TV, 1 episodio (1950)
- Somerset Maugham TV Theatre – serie TV, 1 episodio (1950)
- Danger – serie TV, 2 episodi (1950-1952)
- Lights Out – serie TV, episodi 2x45-4x30 (1950-1952)
- Studio One – serie TV, episodi 2x20-4x43-5x01 (1950-1952)
- The Philco Television Playhouse – serie TV, 6 episodi (1950-1953)
- The Prudential Family Playhouse – serie TV, 1 episodio (1951)
- Nash Airflyte Theatre – serie TV, 1 episodio (1951)
- Armstrong Circle Theatre – serie TV, 4 episodi (1951-1952)
- CBS Television Workshop – serie TV, 1 episodio (1952)
- The Big Build Up, regia di William Corrigan – film TV (1952)
- Robert Montgomery Presents – serie TV, episodio 3x31 (1952)
- Suspense – serie TV, 1 episodio (1952)
- Goodyear Television Playhouse – serie TV, episodio 1x20
- Lux Video Theatre – serie TV, episodi 2x26-3x05-3x36 (1952-1953)

### Documentari
- The Wedding in Monaco, regia di Jean Masson (1956)
- I ragazzi dell'opera (The Children of Theatre Street), regia di Robert Dornhelm e Earle Mack (1977)

## Teatro
- Il padre, di August Strindberg, regia di Raymond Massey. Cort Theatre di Broadway (1949)
- To Be Continued, di William Marchant, regia di Guthrie McClintic. Booth Theatre di Broadway (1952)

## Riconoscimenti
- Premio Oscar
  - 1954 – Candidatura alla miglior attrice non protagonista per Mogambo
  - 1955 – Miglior attrice per La ragazza di campagna
- Golden Globe
  - 1954 – Miglior attrice non protagonista per Mogambo
  - 1955 – Miglior attrice in un film drammatico per La ragazza di campagna
  - 1956 – Henrietta Award
- BAFTA
  - 1955 – Candidatura alla migliore attrice protagonista internazionale per Il delitto perfetto
  - 1956 – Candidatura alla migliore attrice protagonista internazionale per La ragazza di campagna
- Bambi
  - 1955 – Candidatura alla migliore attrice internazionale per Il delitto perfetto
- Hollywood Walk of Fame
  - 1960 – Stella
- Laurel Awards
  - 1955 – Miglior performance drammatica femminile per La ragazza di campagna
- National Board of Review
  - 1954 – Candidatura alla migliore attrice per La finestra sul cortile, La ragazza di campagna ed Il delitto perfetto
- New York Film Critics Circle Awards
  - 1954 – Candidatura alla miglior attrice per La finestra sul cortile, La ragazza di campagna ed Il delitto perfetto

## Doppiatrici italiane
Nelle versioni in italiano dei suoi film, Grace Kelly è stata doppiata da:
- Fiorella Betti in Mogambo, La finestra sul cortile, Fuoco verde, I ponti di Toko-Ri, Il cigno, Alta società
- Dhia Cristiani in 14ª ora, Il delitto perfetto
- Rina Morelli in La ragazza di campagna, Caccia al ladro
- Miranda Bonansea in Mezzogiorno di fuoco
- Maria Pia Di Meo in La finestra sul cortile (ridoppiaggio)

## Opere
- (EN) Grace kelly e Gwen Robyns, My Book of flowers, Sidgwick & Jackson, 1980.